# Aeroportul Shungnak
Aeroportul Shungnak (IATA: SHG, ICAO: PAGH, FAA LID: SHG) este un aeroport din Alaska, Statele Unite ale Americii ce deservește zona Shungnak⁠(d). Aeroportul a fost tranzitat în 2019 de 5.524 de pasageri. A fost numit după zona deservită.
Situat la o altitudine de 60 m, aeroportul dispune de 1 pistă. Este operat de Alaska Department of Transportation & Public Facilities⁠(d).

## Infrastructură

### Piste
Aeroportul dispune de o singură pistă. Pista 9/27 are suprafața de pietriș și dimensiunile 4.001 picioare × 60 picioare. 